# Dirty Sanchez
Dirty Sanchez (eller Team Sanchez som den heter i USA) är en brittisk tv-serie skapad av MTV. Den är till stor del inspirerad av amerikanska Jackass. Rollistan består av tre walesare - Matthew Pritchard, Lee Dainton, Michael "Pancho" Locke - och en engelsman, Daniel Joyce. I serien gör de allt för att de andra ska få utstå så mycket smärta och förnedring som möjligt, men alltid på ett komiskt sätt.
Allt började med att Matthew och Lee gjorde en skatevideo tillsammans som de kallade för "Pritchard vs. Dainton". MTV fick nys om det och erbjöd killarna att göra en egen tv-serie. Från början hade de tänkt kalla sig för "CU next Tuesday" som i tv blir cunt. Men det fick de givetvis inte. När sedan Daniel Joyce blev en medlem i gänget fick de reda på att han flera gånger hade gett folk en "Dirty Sanchez" så killarna döpte sig till Dirty Sanchez.

## Front and Rear End
År  2002
Regissör  Becky Staniforth
Speltid 22 minuter per avsnitt
Antal avsnitt  8 stycken
Extra material Darkest top 10, Funniest top 10, Unseen Stunts, Extended Footage, Photo-Gallery, Cast+Crew Biography, New stunt
I första säsongen provar killarna på att göra olika stunt, som att spela painball nakna och gå upp i ringen mot extrembrottare. Det mesta är inspelat i Newport i Wales.

## Jobs for the Boyos
År  2004
Regissör  Jim Hickey
Speltid 22 minuter per avsnitt
Antal avsnitt  8 stycken
Extra material Unseen Footage, Joyce's Dark side, Dainton's Dark Side, Pritchard's Dark Side, Pancho's Dark Side, The Dark Side
I andra säsongen testar grabbarna på att jobba som frisör, byggarbetare, militär, kampsportare, brandman och cowboy.

## European Invasion
År  2006
Regissör  Jim Hickey
Speltid 22 minuter per avsnitt
Antal avsnitt  6 stycken
Extra material  Unseen Footage
Tillsammans med turnémanagern Johnny B packar Sanchez-killarna in sina resväskor i två bussar och ger sig ut på turné till sex europeiska länder. Göteborg i Sverige, Berlin i Tyskland, Prag i Tjeckien, Zakynthos i Grekland, Rom i Italien och Ibiza i Spanien.

## Behind the Seven Sins
År  2007
Regissör  Jim Hickey
Speltid 22 minuter per avsnitt
Antal avsnitt  7 stycken
I fjärde säsongen berättar killarna om hur det var att göra filmen "Dirty Sanchez the Movie". Det visas även exklusiva klipp.

## Dirty Sanchez the Movie
Ett stunt går fel och de fyra killarna dör och hamnar i helvetet. För att få sina liv tillbaka måste de resa runt i världen och begå de sju dödssynderna.
Filmen hade biopremiär i Storbritannien, men i de flesta andra länder (inklusive Sverige och Finland) släpptes den direkt på DVD.

## Soundtrack
Front and Rear End:
- Whatever Happened To My Rock n' Roll - Black Rebel Motorcycle Club

Jobs for the Boyos
- First Day - The Futureheads (Signaturmelodin)
- That's Living Alright - Joe Fagin. Från brittiska tv-serie "Auf Wiedersehen, Pet" (Byggarbetare)

European Invasion:
- American Idiot - Green Day (Signaturmelodin)

Dirty Sanchez the Movie:
- All My Friends Are Dead - Turbonegro
- Hurt Yourself - Amino
- Gravy Digger - Polar Boy
- Get Laid - 4ft. Soldiers
- Breaks - Xander Reid(Raseri)
- HND in RNR - Levelload (Stolthet)
- Peaches- Dub Pistol (Stolthet)